# Scorpaena brevispina
Scorpaena brevispina behoort tot het geslacht Scorpaena van de familie van schorpioenvissen. Deze soort komt voor in het noordwesten van de Grote Oceaan met name rondom Japan op diepten van 30 tot 45 meter. Zijn lengte bedraagt zo'n 11.6 cm.